# 乔·迪里
乔·迪里（英語：Jo Durie，1960年7月27日—），英国女子网球运动员。她曾获得温布尔登网球锦标赛混合双打冠军、澳大利亚网球公开赛混合双打冠军。她在退役后成为教练。